# 集寧招墾設治局
集宁招垦设治局，一名平地泉设治局，民國時設置於察哈爾特別區的設治局，今内蒙古自治区乌兰察布市集宁区。以境内元代集宁路古城得名。

## 历史沿革
民国十一年（1922年）2月，析丰镇、凉城、兴和三县析置，局所置平地泉。集宁地处京绥铁路沿线，为地方要冲，事务繁重。至民国十二年，已有居民1000余户、商铺300多家。是年12月16日，大总统指令照准改县。集宁县属察哈尔特别区兴和道。民国十七年（1928年）9月，划归绥远省。